# Ulvö-havets naturreservat
Ulvö-havets naturreservat är ett marint naturreservat i Örnsköldsviks kommun i Västernorrlands län.
Området är naturskyddat sedan 2023 och är 6 632 hektar stort. Reservatet omfattar nästan hela Södra Ulvön och en stor del av havet öster och nordost om Ulvön med många mindre öar och skär.
För en del av området på Södra Ulvön fanns från 1971 ett naturreservat, Södra Ulvöns naturreservat, om 206 hektar vilket uppgick i detta naturreservat vid dess bildade 